# Luer-Lock

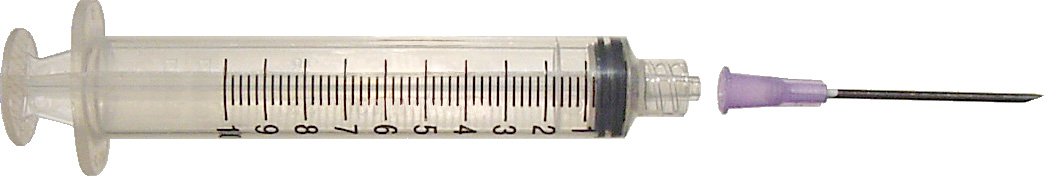
Een injectiespuit met een "male"-aansluiting en een injectienaald met een (paarse) "female"-aansluiting

Luer-lock, of Luer taper, is een wereldwijd gestandaardiseerd systeem dat lekvrije verbindingen mogelijk maakt tussen twee op elkaar aan te sluiten delen, die "male" (mannelijk) en "female" (vrouwelijk) worden genoemd. Dit systeem wordt vooral toegepast bij medische instrumenten, maar ook in bepaalde laboratoria. Het systeem is vernoemd naar Hermann Wülfing Lüer, een ontwikkelaar van medische instrumenten in de 19e eeuw.
Er bestaan twee varianten van het systeem:
- Luer-lock
- Luer-slip

Luer-lock is de schroefverbinding die ook in de afbeelding te zien is. Luer-slip is een verbinding zonder schroefdraad, waarbij de "male" gewoon in de "female"-verbinding wordt gedrukt en de delen aan elkaar blijven vastzitten door wrijving.
Instrumenten met een van beide Luer-aansluitingen zijn wereldwijd verkrijgbaar. In het medische veld geniet de Luer-Lock de voorkeur, omdat dit een degelijker bevestiging is. Bij een Luer-Slip schieten de onderdelen nog weleens los, wanneer er per ongeluk druk op wordt uitgeoefend. Het systeem wordt algemeen bij injectiespuiten en naalden gebruikt, maar heeft een breder toepassingsgebied, ook katheters en infuussystemen zijn vaak van Luer-lock voorzien.